# Pediococcus
Pediococcus Claussen, 1903 é um género de bactérias Gram-positivas produtoras de ácido láctico, incluídas na família Lactobacillaceae. As espécies pertencentes a este género ocorrem geralmente em aglomerados de dois ou quatro indivíduos, ou seja em pares ou tétradas, dividindo-se ao longo dos respectivos planos de simetria, comportamento que partilham com outros géneros de cocci produtores de ácido láctico, como Aerococcus e Tetragenococcus. As espécies pertencentes a este género são puramente homofermentativas.  A espécie Pediococcus dextrinicus foi recentemente movida para o género Lactobacillus.

## Descrição e usos
As bactérias do género Pediococcus, em conjunto com outras espécies produtoras de ácido láctico como as pertencentes aos géneros Leuconostoc e Lactobacillus, são responsáveis pela fermentação de diversos alimentos para humanos e animais, como o sauerkraut e a silagem. Nesses processos de fermentação, os açúcares presentes nos vegetais frescos são fermentados em ácido láctico, o qual acidifica os produtos e impede a sua posterior degradação, retendo muito do seu valor nutricional.
As bactérias do género Pediococcus são geralmente consideradas como contaminantes em vinhos e cervejas, mas a sua presença é por vezes desejada em alguns estilos de cerveja, como o lambic.
Algumas estirpes de Pediococcus produzem diacetil, o composto que dá a alguns vinhos estilos de cerveja um aroma amanteigado ou do tipo butterscotch, como o Chardonnay.
Algumas espécies de Pediococcus são frequentemente usadas como inoculantes no processo de ensilagem e como probióticos, sendo considerados micróbios benéficos na produção de queijos e iogurtes.